# Половица (приток Голбицы)
Поло́вица (бел. Пало́віца) — река в Поставском районе Витебской области Белоруссии, левый приток реки Голбица. Длина реки — 38 км, площадь водосборного бассейна — 211 км², средний наклон водной поверхности 0,9 м/км, средний расход в устье — 1,3 м³/с.
Исток реки у деревни Новосёлки в 10 км к северо-востоку от Постав. От истока течёт на северо-запад, затем поворачивает на северо-восток..
Течет по юго-западной части Полоцкой низменности. Долина в верхнем течении на протяжении 10-12 км маловыразительная, ниже трапециевидная (ширина 0,5-0,7 км). Пойма преимущественно двухсторонняя, в низовье чередуется по берегам (ширина 60-100 м). Русло в верховье на протяжении 3 км обычно в межень пересыхает. Около деревни Кундры от реки отходит канал, по которому часть стока перебрасывается в реку Лучайка. Русло на протяжении 29,2 км вверх от устья и 4,5 км в верхнем и среднем течении канализировано.
Приток — Снариховка (правый).
Протекает деревни Кадуки, Пушкари, Тёплые, Кундры, Андроны, Рабеки, Дуброво, Матейки, Казимирцы, Тузбица, Бельски, Косовщина.
Впадает в Голбицу у деревни Римки на границе с Шарковщинским районом менее чем в километре выше места, где сама Голбица впадает в Дисну. В нижнем течении ширина реки около 25 метров, скорость течения 0,2 м/с.